# Núi Tongariro
Núi Tongariro (phát âm tiếng Māori: [tɔŋaɾiɾɔ]) là một núi lửa phức hợp trong Vùng Núi lửa Taupo của Đảo Bắc của New Zealand. Nó nằm cách 20 kilômét (12 mi) về phía tây nam của hồ Taupo, và là cực bắc của ba núi lửa ảnh hưởng đến

## Địa chất
Núi Tongariro là một phần của trung tâm núi lửa Tongariro, bao gồm bốn khối lớn bằng andesit: Tongariro, Kakaramea, Pihanga và Ruapehu. Các vụ phun trào hình thành từ núi lửa Tongariro, một núi lửa dạng tầng đạt tới độ cao 1.978 mét (6.490 ft). Tongariro bao gồm các lớp của cả dung nham và tephra lần đầu tiên phun trào 275.000 năm trước.
Tongariro bao gồm ít nhất 12 núi hình nón. Núi Ngauruhoe, trong khi thường được coi là một ngọn núi riêng biệt, là địa chất một hình nón của Tongariro. Nó cũng là lỗ phun mạnh nhất, đã phan trào hơn 70 lần kể từ năm 1839, lần cuối cùng vào năm 1973 đến 1975.
Hoạt động cũng đã được ghi nhận tại các lỗ phun khác trong lịch sử gần đây. Các miệng núi lửa Te Māri phun trào vào năm 2012, lần đầu tiên kể từ năm 1897. Red Crater phun trào tro núi lửa cuối cùng vào năm 1926. Có nhiều miệng núi lửa phun trào trên khối núi; nước đã lấp đầy một số trong số này để tạo thành Hồ Blue và hồ Emerald.
Độ cao cao và khí hậu núi cao nghiêm trọng giữa tháng Ba và tháng Mười gây ra tuyết rơi vào mùa đông (có những cánh đồng trượt tuyết thương mại ở vùng lân cận Núi Ruapehu) và mưa có thể đóng băng, gây ra verglas; ngược lại vào giữa mùa hè đến cuối mùa hè, những ngọn núi có thể nằm ngoài những mảng tuyết còn sót lại trong những con mòng biển hướng về phía nam. Không giống như Mt. Ruapehu, không có sông băng nào tồn tại trên Tongariro ngày nay. Tuy nhiên, bằng chứng địa mạo dưới dạng moraines và cirques cho thấy sự hiện diện trước đây của các sông băng núi. Tiếp giáp trên miền tây Tongariro cho thấy các sông băng thung lũng đã có mặt nhiều lần trong chu kỳ băng hà cuối cùng, trước khi tan chảy vào Cực đại băng hà cuối cùng khoảng 18.000 năm trước.

## Lịch sử
Núi Tongariro nằm trong Vườn quốc gia Tongariro, vườn quốc gia đầu tiên của New Zealand và là một trong những vườn quốc gia đầu tiên trên thế giới. Nó được đổi tên (theo nghĩa đen là "thiêng liêng") vào năm 1887 bởi Te Heuheu Tukino IV (Horonuku), tù trưởng tối cao của người Maori Ngati Tuwharetoa iwi và làm một vườn quốc gia để bảo tồn vẻ đẹp tự nhiên của nó. Vườn cũng bao gồm các đỉnh của Ngauruhoe và Ruapehu, cả hai đều nằm ở phía tây nam của Tongariro. Vườn quốc gia là một di sản thế giới kép cho các giá trị văn hóa phi vật thể và phi vật thể nổi bật của nó.
Các tuyến đường đi bộ đường dài phổ biến được gọi là Tongariro Alpine Crossing đi giữa Tongariro và Ngauruhoe.
Núi Tongariro và môi trường xung quanh cũng là một trong những địa điểm mà Peter Jackson đã chọn để quay bộ phim The Lord of the Rings film trilogy.

### Vụ phun trào Te Māri2012

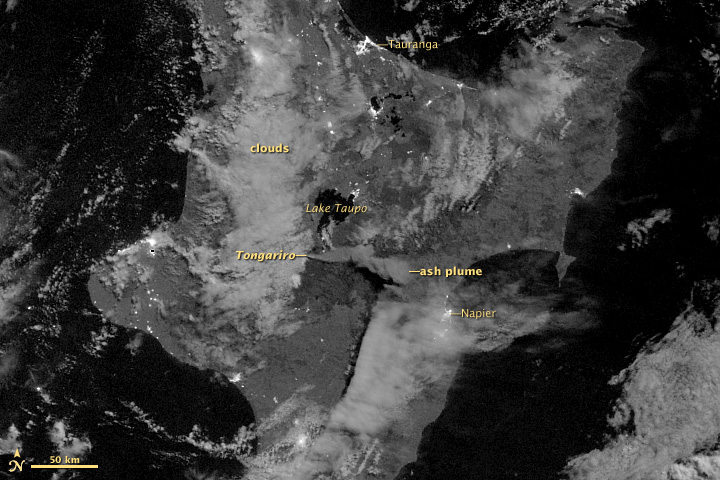
Hình ảnh vệ tinh NASA của vụ phun trào tháng 8 năm 2012, từ Suomi NPP

Vào lúc 23:50 (NZST, UTC+12:00) vào ngày 6 tháng 8 năm 2012, Mt Tongariro có những dấu hiệu ban đầu được cho là một vụ phun trào thủy nhiệt sau một tháng tăng cường hoạt động. Vụ phun trào xảy ra tại miệng núi lửa Te Māri, vốn đã không hoạt động kể từ năm 1897.
Sự phun trào xảy ra trong một lỗ phun mới bên dưới miệng núi lửa Upper Te Māri và phun các khối lớn tới 1 mét (3 ft) với kích thước lên tới 2 km (1,2 mi) từ lỗ phun.
Một đám mây tro cao 6,1 km (3,8 mi) đổ vào khu vực xung quanh, đặc biệt là ở phía đông của núi lửa. Đám mây tro bay 250 km (160 dặm) trong bốn giờ. NIWA báo cáo đám mây tro chứa khoảng 10.000 mét khối (350.000 ft khối) tro và đám mây tro dài 25 km (16 mi) và rộng 15 km (9,3 mi) 39 phút sau vụ phun trào. Tro và mùi lưu huỳnh được báo cáo ở Napier và Hastings. Mùi lưu huỳnh cũng được báo cáo ở Wellington, Nelson và Blenheim.
Quốc lộ 1 về phía đông và Quốc lộ 46 về phía bắc của ngọn núi từng nhận được tới 5 cm (2 in) tro bụi, và đóng cửa cho đến sáng hôm sau do tro và khả năng hiển thị thấp. Một lớp tro dày 10–15 mm (0,4–0,6 in) được định cư trên đất nông nghiệp từ 5 đến 10 km (3,1 đến 6,2 dặm) về phía đông của núi Tongariro. Kích thước hạt là từ 2 đến 3 mm (0,08 và 0,12 in). Không phận trong bán kính 12 km (7,5 mi) của ngọn núi đã bị đóng sau vụ phun trào, nhưng sau đó chỉ mở cửa trở lại các chuyến bay trực quan. Air New Zealand đã hủy một số chuyến bay vào và ra khỏi Rotorua, Taupo, Gisborne, Napier, Wanganui và Palmerston North do nguy cơ tro núi lửa làm tắc nghẽn các động cơ trên máy bay của họ phục vụ các sân bay đó.
Không có thương tích nào được báo cáo, và thiệt hại tài sản đáng kể duy nhất là đến Phòng Ketetahi Hut của Bộ Bảo tồn, nằm cách 1,5 km (0,9 dặm) về phía tây của miệng núi lửa Te Māri. Không có di tản chính thức nhưng 24 người sống dọc theo Quốc lộ 46 chạy trốn khỏi nhà vì sợ bị cô lập.
Núi Tongariro phun trào lần nữa lúc 13:20 ngày 21 tháng 11, đẩy một đám mây tro lên tới 4000 mét. Các chuyến bay trong khu vực đã bị hủy bỏ, như một vài sáng hôm sau. Các nhà địa chất đã không có cảnh báo trước khi phun trào, nói rằng nó không liên quan đến các cảnh báo vào tuần trước khi hoạt động cao tại Núi Ruapehu gần đó.